# Cục quản lý Doanh nghiệp nhỏ chính phủ Hoa Kỳ
Các quản trị viên của Cục Quản lý doanh nghiệp nhỏ là người đứng đầu các doanh nghiệp nhỏ của Chính phủ Hoa Kỳ. Jeanne Hulit là người quản trị SBA gần đây nhất, đã lên nhậm chức vào tháng 9 năm 2013, và phục vụ cho đến tháng 2 năm 2014. Tổng thống Mỹ Obama đã công bố trong tháng 1 năm 2012 rằng ông sẽ đưa và cải tiến SBA vào nội các, một vị trí mà nó được xếp cuối cùng trong chính quyền Clinton.

## Danh sách quản trị
| Officeholder      | Officeholder               | Term                                                 | President            |
| ----------------- | -------------------------- | ---------------------------------------------------- | -------------------- |
|                   | William D. Mitchell        | ngày 1 tháng 8 năm 1953 – ngày 30 tháng 10 năm 1953  | Dwight D. Eisenhower |
|                   | Wendell B. Barnes          | ngày 9 tháng 2 năm 1954 – ngày 21 tháng 11 năm 1959  | Dwight D. Eisenhower |
|                   | Philip McCallum            | ngày 23 tháng 11 năm 1959 – ngày 20 tháng 1 năm 1961 | Dwight D. Eisenhower |
|                   | John E. Horne              | ngày 2 tháng 2 năm 1961 – ngày 7 tháng 8 năm 1963    | John F. Kennedy      |
|                   | Eugene P. Foley            | ngày 8 tháng 8 năm 1963 – ngày 10 tháng 9 năm 1965   | John F. Kennedy      |
| Lyndon B. Johnson | Eugene P. Foley            | ngày 8 tháng 8 năm 1963 – ngày 10 tháng 9 năm 1965   |                      |
|                   | Bernard L. Boutin          | ngày 19 tháng 5 năm 1966 – ngày 31 tháng 7 năm 1967  |                      |
|                   | Robert C. Moot             | ngày 1 tháng 8 năm 1967 – ngày 31 tháng 7 năm 1968   |                      |
|                   | Howard J. Samuels          | ngày 1 tháng 8 năm 1968 – ngày 22 tháng 2 năm 1969   |                      |
|                   | Hilary J. Sandoval Jr.     | ngày 5 tháng 3 năm 1969 – ngày 1 tháng 1 năm 1971    | Richard Nixon        |
|                   | Thomas S. Kleppe           | ngày 18 tháng 1 năm 1971 – ngày 12 tháng 10 năm 1975 | Richard Nixon        |
| Gerald Ford       | Thomas S. Kleppe           | ngày 18 tháng 1 năm 1971 – ngày 12 tháng 10 năm 1975 |                      |
|                   | Mitchell P. Kobelinski     | ngày 12 tháng 2 năm 1976 – ngày 4 tháng 3 năm 1977   |                      |
|                   | A. Vernon Weaver           | ngày 1 tháng 4 năm 1977 – ngày 20 tháng 1 năm 1981   | Jimmy Carter         |
|                   | Michael Cardenas           | ngày 30 tháng 3 năm 1981 – ngày 3 tháng 2 năm 1982   | Ronald Reagan        |
|                   | James C. Sanders           | ngày 29 tháng 3 năm 1982 – ngày 31 tháng 3 năm 1986  | Ronald Reagan        |
|                   | Charles Heatherly Acting   | ngày 31 tháng 3 năm 1986 – ngày 23 tháng 3 năm 1987  | Ronald Reagan        |
|                   | James Abdnor               | ngày 23 tháng 3 năm 1987 – ngày 20 tháng 4 năm 1989  | Ronald Reagan        |
|                   | Susan Engeleiter           | ngày 20 tháng 4 năm 1989 – ngày 27 tháng 3 năm 1991  | George H. W. Bush    |
|                   | Pat Saiki                  | ngày 27 tháng 3 năm 1991 – ngày 20 tháng 1 năm 1993  | George H. W. Bush    |
|                   | Dayton J. Watkins Acting   | ngày 20 tháng 1 năm 1993 – ngày 12 tháng 5 năm 1993  | Bill Clinton         |
|                   | Erskine Bowles             | ngày 12 tháng 5 năm 1993 – ngày 6 tháng 10 năm 1994  | Bill Clinton         |
|                   | Cassandra M. Pulley Acting | ngày 6 tháng 10 năm 1994 – ngày 8 tháng 10 năm 1994  | Bill Clinton         |
|                   | Philip Lader               | ngày 8 tháng 10 năm 1994 – ngày 11 tháng 2 năm 1997  | Bill Clinton         |
|                   | Ginger Lew Acting          | ngày 11 tháng 2 năm 1997 – ngày 7 tháng 3 năm 1997   | Bill Clinton         |
|                   | Aída Álvarez               | ngày 7 tháng 3 năm 1997 – ngày 20 tháng 1 năm 2001   | Bill Clinton         |
|                   | John D. Whitmore Acting    | ngày 20 tháng 1 năm 2001 – ngày 25 tháng 7 năm 2001  | George W. Bush       |
|                   | Hector Barreto             | ngày 25 tháng 7 năm 2001 – ngày 2 tháng 7 năm 2006   | George W. Bush       |
|                   | Steve Preston              | ngày 10 tháng 7 năm 2006 – ngày 5 tháng 6 năm 2008   | George W. Bush       |
|                   | Sandy Baruah Acting        | ngày 5 tháng 6 năm 2008 – ngày 20 tháng 1 năm 2009   | George W. Bush       |
|                   | Darryl Hairston Acting     | ngày 20 tháng 1 năm 2009 – ngày 6 tháng 4 năm 2009   | Barack Obama         |
|                   | Karen Mills                | ngày 6 tháng 4 năm 2009 – ngày 1 tháng 9 năm 2013    | Barack Obama         |
|                   | Jeanne Hulit Acting        | ngày 1 tháng 9 năm 2013 – ngày 7 tháng 2 năm 2014    | Barack Obama         |
|                   | Marianne Markowitz Acting  | ngày 7 tháng 2 năm 2014 – ngày 7 tháng 4 năm 2014    | Barack Obama         |
|                   | Maria Contreras-Sweet      | ngày 7 tháng 4 năm 2014 – ngày 20 tháng 1 năm 2017   | Barack Obama         |
|                   | Joseph Loddo Acting        | ngày 20 tháng 1 năm 2017 – ngày 14 tháng 2 năm 2017  | Donald Trump         |
|                   | Linda McMahon              | ngày 14 tháng 2 năm 2017 – ngày 12 tháng 4 năm 2019  | Donald Trump         |
|                   | Chris Pilkerton Acting     | ngày 13 tháng 4 năm 2019 – ngày 15 tháng 1 năm 2020  | Donald Trump         |
|                   | Jovita Carranza            | ngày 15 tháng 1 năm 2020 – present                   | Donald Trump         |